# اقتصاد سياسي لحقوق الإنسان
الاقتصاد السياسي لحقوق الإنسان (بالإنجليزية: The Political Economy of Human Rights)‏ هو عمل من مجلدين صدر عام 1979 من تأليف نعوم تشومسكي وإدوارد إس هيرمان. يقدم المؤلفون نقدًا للسياسة الخارجية للولايات المتحدة، ولا سيما في الهند الصينية.

## ملخص
يناقش تشومسكي وهيرمان السياسة الخارجية للولايات المتحدة في الهند الصينية، مع التركيز بشكل كبير على حرب فيتنام. وهي تشمل أقسامًا عن مذبحة ماي لاي، عملية سبيدي إكسبريس وبرنامج فينيكس.
تحدي المؤلفين الحكمة المتعارف عليها بشأن السياسة الخارجية، وقدموا نقدًا صارخًا للسجل الدولي لحقوق الإنسان في الولايات المتحدة، واتهامًا لوسائل الإعلام الأمريكية والمنح الأكاديمية، زاعمين تورطهم في هذا السجل. المجلدان هما:
- الاقتصاد السياسي لحقوق الإنسان، المجلد الأول: اتصال واشنطن وفاشية العالم الثالث (1979).
- الاقتصاد السياسي لحقوق الإنسان، المجلد الثاني: بعد الكارثة: الهند الصينية بعد الحرب وإعادة بناء الفكر الإمبراطوري (1979).

المجلد الأول هو نسخة موسعة للغاية من تشومسكي وهيرمان للعنف المضاد للثورة: حمامات الدم في الحقيقة والدعاية. إنه يكرر موضوعي تصنيف «حمام الدم» و «الإرهاب» وتشمل الفئات والأمثلة التي تمت مناقشتها ما يلي:
- حميد - باكستان الشرقية في عام 1971، بوروندي في عام 1972؛ هنود أمريكا اللاتينية، ولا سيما الإبادة الجماعية لأشي باراغواي، السبعينيات؛ تيمور الشرقية، 1975-1979؛
- البناء - إندونيسيا في 1965-1966؛ الفرنسية في فيتنام، الخمسينيات؛ نظام ديم في فيتنام، الخمسينيات؛ الولايات المتحدة في فيتنام، الستينيات؛ الولايات المتحدة في الفلبين، بشكل دوري من عام 1898 إلى عام 1979، عندما تم نشر الاقتصاد السياسي لحقوق الإنسان؛ جمهورية الدومينيكان، من 1965 إلى السبعينيات، أمريكا اللاتينية، من الإطاحة الأمريكية بالحكومة الغواتيمالية في 1954 إلى السبعينيات.
- شائن - ثوري فيتنامي، خمسينيات وستينيات القرن الماضي؛
- أسطوري - إصلاح الأراضي في فيتنام الشمالية في الخمسينيات؛ الفيتنامية الشمالية في هوي عام 1968.

## استقبال
لم يتم نشر كتاب «الاقتصاد السياسي لحقوق الإنسان» من قبل دار رئيسية، إلا أنه لم يتلق أي مراجعات في الصحف الأمريكية والمجلات الشعبية 

## روابط خارجية
- الاقتصاد السياسي لحقوق الإنسان (1979)